# Palaina striolata
Palaina striolata là một loài minute land snail với một nắp, a terrestrial gastropoda mollusca or micromollusk in the family Diplommatinidae. Nó là loài đặc hữu của Palau.